# Rumiankowo
Rumiankowo – wieś w Polsce położona w województwie kujawsko-pomorskim, w powiecie lipnowskim, w gminie Lipno.
Przed 2023 r. miejscowość była częścią wsi Rumunki Głodowskie.